# L'Homme sans qualités
 (mai 2025).
Si vous disposez d'ouvrages ou d'articles de référence ou si vous connaissez des sites web de qualité traitant du thème abordé ici, merci de compléter l'article en donnant les références utiles à sa vérifiabilité et en les liant à la section « Notes et références ».
L’Homme sans qualités (Der Mann ohne Eigenschaften) est un roman inachevé de l'écrivain autrichien Robert Musil. Le premier tome parut en 1930, la première partie du deuxième en 1932.
Le nazisme priva ensuite Robert Musil de ses lecteurs et de ses revenus : de Berlin, il émigra à Vienne, puis, après l’Anschluss, en Suisse. Ruiné, malade, il ne parvint pas à achever son roman et les manuscrits qu'il a laissés ne permettent pas de voir quel scénario il envisageait pour la fin.
Dans un texte rédigé en 1938, l'auteur présentait ainsi son livre : « Dans ce roman, qui comporte jusqu'ici 1 800 pages, Musil a pour principe de choisir de minces coupes de vie qu'il modèle en profondeur et donne à sa description du monde une ampleur universelle. Le livre a été salué dès sa parution comme une des grandes œuvres du roman européen. Sous prétexte de décrire la dernière année de l'Autriche, on soulève les questions essentielles de l'existence de l'homme moderne pour y répondre d'une manière absolument nouvelle, pleine à la fois de légèreté ironique et de profondeur philosophique. Narration et réflexion s'équilibrent parfaitement, de même que l'architecture de l'immense ensemble et la plénitude vivante des détails. »
La traduction française, due à Philippe Jaccottet, commença à paraître en 1956.

## Composition
La partie publiée du roman se compose de trois parties :
1. « Une manière d'introduction » ;
2. « Toujours la même histoire » ;
3. « Vers le règne millénaire ou les criminels » (deuxième tome) ;

ainsi que de nombreux matériaux posthumes (Nachlass).
Le premier tome comprend près de 900 pages dans la traduction française et 123 chapitres, ainsi répartis : 19 chapitres forment la première partie (« Une manière d'introduction »), et 104 forment la deuxième partie (« Toujours la même histoire »).

## Personnages
Le roman met en scène une vingtaine de personnages principaux d'une extrême diversité, qui offrent autant d'intrigues. On mentionnera ici :
- Ulrich (l'Homme sans qualités, âgé de trente-deux ans au début du roman) ;
- Agathe (sa sœur) ;
- le Professeur Gottlieb Hagauer, mari d'Agathe ;
- Le père d'Ulrich (l'annonce de sa mort conclut le premier tome du livre) ;
- le comte Leinsdorf ;
- le Dr Paul Arnheim (le « grand écrivain », industriel allemand[3]) ;
- Diotime (Hermine Guzzi, cousine d'Ulrich qui la surnomme ainsi) et son mari, le sous-secrétaire Tuzzi ;
- Walter et Clarisse, les « amis d'enfance » d'Ulrich ;
- Bonadea, maîtresse d'Ulrich ;
- le général Stumm von Bordwehr ;
- le directeur Léon Fischel (directeur de la Lloyd Bank), sa femme Clémentine et leur fille Gerda ;
- Christian Moosbrugger (assassin d'une prostituée) : son procès et sa condamnation à mort sont traités en détail dans la première partie du roman.

## Résumé
Le roman commence à Vienne par une belle journée d’août 1913. Il se produit un accident : dans la rue, un homme est renversé par un camion et emporté par une ambulance, sans qu’on sache s’il est vivant ou mort. Nous faisons ensuite la connaissance d’Ulrich, un homme de trente-deux ans, mathématicien et intellectuel, qui revient à Vienne après un séjour à l’étranger. Il a échoué à trouver un sens à sa vie et à la réalité. Non par manque d’intelligence, au contraire, mais sa faculté d’analyse le mène à une sorte de passivité, de relativisme moral et à l’indifférence. Dépendant entièrement de ses réactions au monde extérieur, il est devenu un « homme sans qualités ». Établi dans un petit château des faubourgs de Vienne, Ulrich a bientôt une maîtresse, Léone, femme vénale. Cette liaison dure jusqu’à la rencontre d’une autre femme, Bonadea.
Le chapitre huit nous présente l’Autriche-Hongrie sous le nom de « Cacanie » : un État qui « ne subsistait plus que par la force de l’habitude. » « La Constitution était libérale, mais le régime clérical. Le régime était clérical, mais les habitants libres penseurs. Tous les bourgeois étaient égaux devant la loi, mais, justement, tous n’étaient pas bourgeois. » Le surnom de Kakanien que lui donne Musil en allemand vient des initiales de l'expression kaiserlich und königlich, c'est-à-dire « impérial et royal » (k. und k.). Tant en allemand qu'en français, le mot évoque les excréments, et aussi, par le grec « kakos », le mauvais ou le disgracieux.
Puis, Ulrich retrouve des amis d’enfance : Walter (un musicien) qui a épousé Clarisse, une jeune femme fantasque, un peu folle et adepte de Nietzsche.
Le chapitre dix-huit est consacré à Moosbrugger, un assassin qui a tué sauvagement une prostituée. Ce personnage revient plusieurs fois dans le roman. Il fascine autant qu'il répugne le public, mais aussi les autres personnages du livre.
L’introduction s’achève sur une lettre écrite à Ulrich par son père, lequel lui enjoint de présenter au Comte Stallburg une requête. Pour fêter le soixante-dixième anniversaire du règne de l’empereur François-Joseph, il proposera que l’année 1918 soit « l’année jubilaire de l’empereur de la Paix », de manière à concurrencer l’Allemagne qui devrait, la même année, fêter les trente ans de règne de l’empereur Guillaume II.
La deuxième partie, « Toujours la même histoire », est consacrée aux développements de cette grande Action patriotique, qui prend le nom d’« Action parallèle ». Une fois son principe accepté, elle est dirigée par le Comte Leinsdorf et Ulrich en est nommé Secrétaire, chargé de collecter des initiatives et des idées. Le Comité de cette Action parallèle rassemble les figures principales du roman, qui devient, dès lors, une satire brillante et désespérée des cercles intellectuels viennois d’avant la Première Guerre mondiale.
Le lieu principal des débats autour de l’Action parallèle est le salon d’Hermine Guzzi, une lointaine cousine d’Ulrich que celui-ci surnomme Diotime, en référence à un personnage féminin du Banquet de Platon. Au fil des chapitres, nous faisons mieux connaissance avec les principaux protagonistes et leurs relations : l’attirance mutuelle entre Diotime et Arnheim, la bêtise réjouissante du général Stumm von Bordwehr, les cercles de nationalistes pro-allemands et antisémites que fréquente Gerda (pourtant de famille juive), la folie de Clarisse… Les chapitres narratifs alternent avec d’autres à la tournure philosophique. Des idées, aussi creuses que grandes, sont agitées,des contributions du public sont sollicitées, mais rien de concret ne sort d’un si grand brassage et l’Action parallèle s’enlise, non sans provoquer des troubles.
Cette deuxième partie s'achève sur l'annonce de la mort du père d'Ulrich.

## Réception
Malgré les louanges de la critique et les recommandations souvent enthousiastes d'autres écrivains, le roman de Musil se vendit mal lors de sa publication. Il est devenu aujourd'hui, avec Ulysse de James Joyce, Le Livre de l'intranquillité de Fernando Pessoa et À la recherche du temps perdu de Marcel Proust et Belle du seigneur d' Albert Cohen un classique de la littérature européenne du XXe siècle. Ainsi, il occupe par exemple le 86e rang au classement des cent livres du siècle établi en 1999 par la Fnac et le journal Le Monde.

## Éditions françaises
- Robert Musil (trad. de l'allemand par Philippe Jaccottet, préf. Jean-Pierre Cometti), L'Homme sans qualités, t. I, Paris, Éditions du Seuil, coll. « Points » (no 3), 2011 (1re éd. 1954), 890 p. (ISBN 978-2757803684)
- Robert Musil (trad. de l'allemand par Philippe Jaccottet, Jean-Pierre Cometti et Marianne Rocher-Jacquin), L'Homme sans qualités, t. II, Paris, Éditions du Seuil, coll. « Points » (no 4), 2011 (1re éd. 1954), 1 300 (ISBN 978-2757803691)